# Коста Сантос, Данте Бонфин
Да́нте Бонфи́н Ко́ста Са́нтос (порт.-браз. Dante Bonfim Costa Santos; 18 октября 1983, Салвадор, Бразилия) — бразильский футболист, защитник и капитан клуба «Ницца». Выступал в сборной Бразилии.

## Карьера
Начинал тренироваться в Бразилии, в различных не слишком крупных клубах. В 2001 году пришёл в «Жувентуде», где провёл один сезон в юношеской команде и был взят в основную. Заиграть смог лишь на второй сезон, и после успешного выступления в нём, подписал контракт с французским «Лиллем». 14 февраля 2004 года дебютировал в составе французов, выйдя на замену на 84-й минуте вместо Матьё Дебюши в выездном матче 24-го тура против «Монако», который закончился победой 1:0. Всего за два года провёл за «Лилль» только 12 матчей.
21 января 2006 года Данте подписал договор с бельгийским клубом «Шарлеруа». Проведя в нём один год, сыграл 23 матча и забил 1 гол. На техничного защитника положил глаз льежский «Стандард», и 31 декабря Данте перешёл в их команду. 26 января 2007 года дебютировал в клубе в выездном матче против своей бывшей команды — «Шарлеруа». Поединок закончился победой тогдашней команды Данте со счётом 5:2. Сам бразилец провёл на поле все 90 минут, отметившись голевой передачей на Сержиу Консейсау. Всего в «Стандартде» провёл 2 года, сыграв за это время 63 матча и забив два мяча, а также став одним из лучших защитниов бельгийского первенства.
23 декабря 2009 года Данте подписал контракт с мёнхенгладбахской «Боруссией». 20 марта Данте дебютировал в бундеслиге в домашнем матче 25 тура против «Бохума», который закончился поражением со счётом 0:1. Данте на 67-й минуте заменил Тобиаса Левельса. Всего в своём первом сезоне провёл 10 матчей за «Боруссию» и стал игроком основы. В сезоне 2009/10 провёл уже весь чемпионат и сыграл 32 матча.
26 апреля 2012 года Данте подписал четырёхлетний контракт с мюнхенской «Баварией», после сезона 2011/12 значительно усиливавшей линию обороны мюнхенцев. Принимал участие в финальном матче Лиги чемпионов 2013 года, отыграл все 90 минут и в итоге вместе с командой стал победителем турнира.
22 января 2013 года Данте впервые был вызван в сборную Бразилии на товарищеский матч с англичанами.
Принимал участие в легендарном матче полуфинала чемпионата мира 2014 года против сборной Германии, в котором немцы одержали победу с разгромным счётом 7:1.

## Достижения

### Командные
«Бавария»
- Чемпион Германии (3): 2012/13, 2013/14, 2014/15
- Обладатель Кубка Германии (2): 2012/13, 2013/14
- Обладатель Суперкубка Германии: 2012
- Победитель Лиги чемпионов: 2012/13
- Обладатель Суперкубка УЕФА: 2013
- Победитель Клубного чемпионата мира: 2013

Сборная Бразилии
- Обладатель Кубка конфедераций: 2013

### Личные
- Команда года по версии ESM: 2012/13